# 大牟田エコタウン
大牟田エコタウン（おおむたエコタウン）は、福岡県大牟田市が国の承認を受け、進めている事業。また、事業により大牟田市健老町地区に造成・分譲されている工業団地。

## 概要
エコタウン事業とは、「ゼロ・エミッション構想」を地域の環境調和型経済社会形成のための基本構想として位置づけ、併せて、地域振興の基軸とすることにより、先進的な環境調和型のまちづくりを推進することを目的として、1997年（平成9年）度に創設された制度である。

### 大牟田エコタウン事業
1997年3月に三池炭鉱が閉山したことに伴い、大牟田市はポスト石炭のまちづくりを模索してきた。その中で、交通利便性や地理的中心性、また重化学コンビナートで培われた工業系技術及び公害防止技術の蓄積、臨海部の広大な低未利用地等、大牟田市のもつポテンシャルの活用、環境問題・リサイクルへの対応の必要性といった時代の要請など、多方面の観点から検討した結果、環境・リサイクル産業の創出による「環境」を一つの切り口としたまちづくりの発想に行き着いた。
これを受けて、具体的な環境・リサイクル産業創出の基本的枠組みを定めた「大牟田市中核的拠点整備実施計画」を策定、さらに、この計画をもとに福岡県をはじめとする関係機関の協力も得ながら「大牟田エコタウンプラン」の策定を進めた。
1998年7月、全国で5番目のエコタウン地域として、大牟田エコタウンが国から承認を受けた。

## 施設・企業

### 公共関連施設
- 大牟田エコサンクセンター

2002年（平成14年）6月にオープンした、環境学習リサイクルの実践など環境に関する啓発を目的とした「市民交流学習センター」と、環境関連技術の開発及び企業化の支援を目的とした「環境技術研究センター」が一体となった複合施設。「市民交流学習センター」には交流・学習促進、リサイクル活動支援、情報受発信といった機能があり、「環境技術研究センター」にはインキュベート、研究開発、各種支援といった機能がある。
- 大牟田リサイクル発電所

大牟田市を含む福岡県及び熊本県内の近隣市町村から運ばれてくる廃棄物固形燃料（RDF、ごみ固形燃料とも呼ばれる）高温で焼却し、その熱を利用して発電を行う施設。2002年（平成14年）12月、全国初の試みとして稼働を開始し、電源開発株式会社や福岡県、大牟田市などが出資している。
- 大牟田・荒尾RDFセンター

2002年（平成14年）12月に稼働を開始。大牟田市及び熊本県荒尾市の家庭から排出される可燃ごみを破砕・乾燥・選別・圧縮成形し廃棄物固形燃料にして、隣接する発電所に供給している。
- 大牟田市リサイクルプラザ

2003年（平成15年）4月に稼働を開始。家庭から排出される粗大ごみや不燃ごみを破砕・選別して金属等の資源物を回収、再資源化したり、資源物として回収した空き缶、空き瓶、紙類、トレーなどの選別・梱包・保管などを行ったりしている。

### 企業化支援施設用地（賃貸）
- 株式会社高野環境
- 共栄環境開発株式会社
- 株式会社CHC大牟田
- 株式会社ジェイ・イー・ピー

### 産業団地
- 株式会社ヤマサキ
- 株式会社平尾自動車商会
- 高喜開発有限会社
- 炭素繊維協会
- 柴田産業株式会社
- 株式会社成田美装センター
- トールケア・システム株式会社
- 有限会社萬葉

## 交通
- 有明海沿岸道路健老ICに隣接
- 九州自動車道南関ICより車で約20分
- 西鉄天神大牟田線新栄町駅より車で約5分
- 鹿児島本線・西鉄天神大牟田線大牟田駅より車で約10分